# Гератская кампания (1729)
Гератская кампания — серия стычек и боев в рамках покорения персидскими войсками Надир-шаха территорий афганского племени абдали (дуррани) и их столицы Герата. Конфликт продемонстрировал тактические способности Надир-шаха и закалил его армию в боях против афганской легкой кавалерии — этот опыт имел неоценимое значение в грядущей победе при Дамгане.

## Предпосылки
Надир тщательно готовил экспедицию против Герата, но её началу первоначально помешали действия шаха Тахмаспа II, который объявил Надира предателем. Надир провел против шаха Сабзеварскую экспедицию и добился его смирения. 4 мая 1729 года, в сопровождении Тахмаспа II (чтобы держать его под наблюдением), Надир начал свой поход против афганцев абдали.
Силы абдали состояли из 15 000 всадников во главе с Алахьяр-ханом, губернатором Герата, сосредоточенными вокруг Кафер-Калеха, и 12 000 человек во главе с самовольным командиром Зульфакар-ханом, который приближался к Кафер-Калеху с юга. В завязавшихся боях и маневрах Надир смог сдержать натиск абдали и добился того, что Алахьяр-хан увел свою армию на восток.
По словам Базилий Ватацесина, греческого купца, который был живым свидетелем походов Надира, Надир организовывал ежедневные учения, чтобы подготовить свою армию к битве. Он добавил, что Надир приезжая на полигон и поприветствовал отряды в 1000 или 100 человек.
После завершения обучения армии Надир отправился в Герат из Мешхеда вместе с Тахмасибом. Чуть позже афганцы, узнавшие об уровне подготовки армии Надира, объединились в Герате под предводительством Аллахьяр-хана.

## Дорога на Герат
Битва при Кафер-Калехе обернулась тактической победой Надира. В разгар битвы разведчики Надира принесли весть о приближении войск Зульфакар-хана, и Надир решил применить хитрость. Колонна персидских войск была отправлена в обход армии Алахьяр-хана: солдаты стали громко бить в барабаны и рога, Алахьяр-хан посчитал, что так персы празднуют разгром Зульфакар-хана, и дал приказ к отступлению.
Как Алахьяр повел свои войска в сторону Герата, Надир направил часть своей армии, чтобы преследовать его, но сохранил большую часть своих людей, чтобы встретить атаку Зульфакар-хана. Однако на подходе к позициям персов отряды Зульфакар-хана захлестнула песчаная буря: сражение стало невозможным, и афганцы также решили уйти к Герату.
Вскоре Надир-хан подошел к Герату, где его встретили объединенные силы Алахьяр-хана и Зульфакар-хана.

## Покорение Герата
В последовавшем сражении за Герат вновь главную роль сыграли персидские стрелки и фланговые удары персидской кавалерии. Фронтальная атака солдат абдали была остановлена огнем персидской линии пехоты. В итоге афганцы были вынуждены отступить под защиту городских стен. Герат оказался в осаде, под интенсивным обстрелом из персидских орудий и мортир, что в конечном счеты вынудило Алахьяр-хана принять условия мира и признать Персию в качестве сюзерена Герата.

## Итог
Позже покоренные афганцы стали доверенными воинами и полководцами Надира. Некоторые афганские племена были перемещены вокруг Мешхеда. Вместе с Надиром Тахмаспом он вошел в город Мешхед 1 июля 1729 года.
Опечаленные этим поражением, афганцы однажды подняли восстание. Но их восстание было подавлено. Поражение афганцев повлекло за собой разрушение мифа о непобедимости афганцев в империи Сефевидов, привело к подъему боевого духа воинов накануне войны с гильзайскими афганцами.